# Medeterella
Medeterella  (лат.) — род мух-зеленушек из семейства Dolichopodidae (отряд Двукрылые). Афротропика (Гана), Ориентальная область (Индонезия, Малайзия, Филиппины), Австралазия (Австралия, Гуам, Новая Гвинея, Палау, Самоа, Соломоновы Острова, Фиджи).

## Описание
Усики полностью чёрные или с жёлтыми скапусом и педицеллюсом. Абдоминальные 7-й и 8-й сегменты развиты, асимметричные. Морфологически близок к роду Nikitella, отличаясь строением постабдомена самцов, прежде всего уникальным двухсегментным церкусом.

## Систематика
9 видов. Род был впервые выделен в 2011 году российским энтомологом И. Я. Гричановым на основании нескольких видов из рода Medetera (из группы видов Medetera salomonis).
- Medeterella austrofemoralis (Bickel, 1987)[2]
- Medeterella femoralis (Becker, 1922)
- Medeterella malayensis (Bickel, 1987)[2]
- Medeterella mooneyensis  (Bickel, 1987)[2]
- Medeterella nigrohalterata (Parent, 1932)
- Medeterella olivacea (De Meijere, 1916)
- Medeterella pospelovi (Grichanov, 1997)[3]
- Medeterella pseudofemoralis (Bickel, 1987)[2]
- Medeterella salomonis (Parent, 1941)